# L'Univers parallèle
L'Univers parallèle est la cinquième aventure, sur un total de treize, qu'effectue le Capitaine Flam dans la série de dessins animés qui porte son nom. Cette aventure est racontée en quatre épisodes de 22 minutes chacun.
Le dessin animé est une adaptation du roman Le Magicien de Mars (« The Magician of Mars ») d'Edmond Hamilton. Le magicien évoqué dans le titre en anglais est le méchant du récit.
Le capitaine Flam se donne pour mission de lutter contre Calonne, un bandit qui rêve d'accéder à un univers parallèle et d'en prendre le pouvoir.

## Résumé
Le voyage comprend quatre épisodes :
1. Le Défi de Calonne
2. La Vallée des Murmures
3. Le capitaine Flam fend l'espace
4. Le Fantôme de la Planète transparente

### «Le Défi de Calonne»
Kérubérus, la 61ème planète de Cygnus, abrite une prison spéciale intersidérale dans laquelle sont incarcérés les pires criminels de la galaxie dont Calonne, fils de l’assassin des parents du capitaine Flam, surnommé le "magicien de la galaxie". Après trois ans de préparation, son plan pour s'évader est enfin prêt. Il contacte sa secrétaire personnelle Saturna avec une radio de fortune puis muni d'un engin qui annihile les effets des rayons laser de détection de la prison, il parvient à quitter sa cellule, à libérer cinq autres prisonniers et à se rendre avec eux dans la cour de la prison. Alors que les surveillants pénitentiaires commencent à réagir et les acculent contre un mur, un petit vaisseau spatial de forme cylindrique piloté par Saturna semble surgir du néant, embarque les prisonniers et disparaît aussi mystérieusement qu’il était apparu.
Calonne et ses cinq complices attaquent alors le laboratoire de recherche technique contenant du matériel de haute-technologie dont des cyclotrons puis s'attaquent à la planète Shellon où ils ont volé une grande quantité d'ultra-laxium. A New-York, le gouvernement intersidéral décide de faire appel au capitaine Flam pour tenter de retrouver Calonne et ses complices.
Le capitaine Flam fait de la traque de Calonne une affaire personnelle. À son arrivée sur Terre il apprend que le cargo spatial Kronos a été attaqué par Calonne pour dérober un engin nucléaire. Le capitaine du cargo déclare vouloir délivrer un message de la part de Calonne. Il tire de sa veste un pistolet laser pour abattre Flam, mais il est maîtrisé et l'on découvre que Calonne lui a implanté dans son crâne un émetteur-récepteur lui permettant de contrôler ses agissements dans l'optique de tuer le capitaine Flam. Via le transmetteur Calonne dévoile ses plans pour devenir maitre de la galaxie.
Par la suite, le capitaine Flam apprend qu'un assistant scientifique, Shal Kher, a été apparemment assassiné par Saturna. Après avoir visité l'université solaire, le capitaine découvre que les recherches de Shal Kher étaient influencées par celles du professeur Harris Heinz qui aurait découvert l'existence d'un univers parallèle dans lequel on peut accéder si l'on est muni des équipements nécessaires. Shal Kher aurait été assassiné pour ce motif et Saturna se serait emparé de son invention pour faire évader Calonne. Le capitaine Flam décide de commencer ses investigations sur la planète Ariel où travaillait Shal Kher.
Lorsque le capitaine Flam et sa petite équipe montent à bord du Cyberlab, ils ignorent que le jeune Ken Scott s'est embarqué à bord en tant que passager clandestin.

### «La Vallée des Murmures»
Le capitaine et ses compagnons se rendent donc sur la planète Ariel. Ils laissent Ken au Cyberlab et visitent les locaux de travail de Shal Kher. Ils y découvrent notamment son journal intime, qui confirme que le savant avait découvert le secret pour accéder à la cinquième dimension, en reprenant les recherches qu'un autre scientifique Haris Heinz avait jadis effectué et qui lui aurait permis de se  rendre dans l'univers parallèle afin de trouver un extraordinaire trésor y étant caché. Peu après, un vaisseau spatial se pose près du Cyberlab. C'est celui de Calonne! Un combat avec pistolets laser se produit entre les deux clans, et le vaisseau de Calonne quitte les lieux, en ayant enlevé Ken Scott. Le Cyberlab poursuit en vain le vaisseau.
Le capitaine Flam a fait prisonnier un homme de Calonne. En l'examinant il découvre que sa chemise contient des particules de « Raxinium », un précieux minerai indispensable pour voyager à travers les dimensions. Le Cyberlab se rend alors sur la planète Alméria qui possède le plus important gisement de Raxinium. Arrivés sur place, Flam et ses compagnons se font indiquer l'endroit où l'on peut se procurer du Raxininum. Tandis que le professeur Simon et Mala restent à bord du Cyberlab, Crag et Flam, à bord du Cosmolem, pénètrent dans « La Vallée des Murmures ». Dans une grotte le capitaine fait la connaissance d'une tribu d'anthropoïdes ressemblant à des singes verts. Le chef de la tribu lui indique le lieu où l'on peut trouver du Raxinium. Le capitaine et Crag poursuivent leur route en bateau sur une rivière souterraine.
Pendant ce temps, Calonne a lui-aussi besoin de Raxinium, pour pouvoir construire un vaisseau plus grand afin d'effectuer des voyages plus longs dans l'univers parallèle, ce qui explique pourquoi il a installé sa base dans la Vallée des Murmures. Placé sous la garde de Kozétor, Ken parvient à fausser compagnie de son gardien et à s'enfuir. Ken retrouve le capitaine et Crag, lesquels font prisonnier Kozétor. Le capitaine prend l'apparence de Kozétor et se rend au nouveau vaisseau de Calonne. Ce dernier ordonne le départ immédiat, et le capitaine est bien forcé, sous l’apparence de Kozétor, de pénétrer dans le vaisseau qui passe dans l’univers parallèle. Crag et Ken voient le vaisseau de Calonne s'envoler et disparaître à leurs yeux.

### «Le capitaine Flam fend l'espace»
À bord du vaisseau de Calonne, le capitaine Flam cherche un moyen de saboter, voire de détruire, le mécanisme permettant le passage d'un univers à un autre. Mais ses agissements sont rapidement détectés par Calonne. Fait prisonnier, le capitaine apprend que Calonne envisage de lui implanter une capsule électronique à l'intérieur du crâne pour le transformer en agent obéissant à ses ordres, comme il l'avait fait peu avant avec le capitaine du cargo spatial. Mais le capitaine Flam se rebelle et trouve une « cachette » dans le sas de sortie du vaisseau : si la porte est ouverte, l'air s'en échappera et tous mourront. Mais Calonne a une idée : avisant une planète proche, il ordonne d'atterrir afin que l'on puisse ouvrir la porte du sas sans danger.
Ayant compris la manœuvre, le capitaine se met dans un scaphandre spatial, met sur ses épaules un mécanisme de vol, ouvre la porte du sas et quitte le vaisseau spatial avant que ce dernier n'atterrisse. Il va se cacher derrière un grand bloc de glace.Les hommes de Calonne tentent de le retrouver mais, observant la situation des lieux, Calonne décide de quitter au plus vite la planète. En effet, celle-ci est couverte de glace car elle n'était pas baignée par les rayons du soleil dont elle dépend. Toutefois, ayant remarqué que le soleil brillait maintenant au firmament et que la totalité de la glace allait bientôt fondre, transformant la planète des glaces en planète recouverte d'eau, Calonne veut non seulement éviter que son vaisseau coule dans une mer naissante, mais en plus le capitaine Flam n'a aucune chance d'être sauvé.
Pendant ce temps, le professeur Simon a terminé les préparatifs pour tenter d'accéder à la cinquième dimension. Tous prennent place à bord du Cyberlab : Mala, Fregolo, Limaille, Ken Scott, Crag (de retour de la vallée des Murmures), le Pr Simon ainsi que Ezla et Joan (venus rejoindre l'équipe du capitaine sur la planète Alméria). Le mécanisme est lancé et l'essai est concluant : le Cyberlab et ses occupants accèdent à l'univers parallèle.
Le capitaine Flam a transformé la petite radio du scaphandre spatial en émetteur à longue distance, grâce à l'électronique du mécanisme lui ayant permis de voler dans les airs. Mais son plan est risqué : s'il peut émettre des SOS, en revanche il ne peut pas recevoir de message. Ses amis interceptent ses appels au secours et se rendent à la planète des glaces, dont ils se mettent à parcourir la surface. Comme prévu, Flam ne peut pas recevoir leurs appels et, lorsqu'il les voit arriver à proximité, il trouve un moyen ingénieux pour faire remarquer sa présence : il fait exploser sa radio improvisée. Il est immédiatement secouru par ses amis et ramené à bord du Cyberlab.
Le capitaine décide d'explorer deux planètes situées dans le même système stellaire. Mais la première planète, qui porte la trace d'une antique civilisation (ruines), est vide de toute vie, et la seconde est recouverte de lave. On détecte alors la présence d'une planète à quelques millions de kilomètres de là, mais on ne voit pas cette planète. Le capitaine Flam en déduit que cette planète est « transparente » et qu'on a voulu la « cacher ».

### «Le Fantôme de la Planète transparente»
Avec difficulté le Cyberlab se pose sur la planète transparente car même les commandes du vaisseau deviennent invisibles. Flam et ses compagnons visitent les lieux mais n'y voient rien du tout: la planète est baignée dans un brouillard qui occulte tout. Ils sont faits prisonniers par des gardes autochtones et envoyés en prison. Un vieil homme se présente devant eux avec un appareil annulant l'invisibilité de la planète. Il s'agit de Harris Heinz, scientifique déjà évoqué dans l'épisode « La Vallée des Murmures ». En échange de son aide, il demande à Flam de le ramener sur Terre (ce qu'il avait déjà demandé à Calonne). Il explique que la planète est protégée des agressions extérieures grâce à la « Pierre de l'espace » qui la rend transparente. Crag prévient le capitaine que le vaisseau de Calonne a décollé. Alors qu'Harris Heinz aide Flam et ses compagnons à sortir de la prison, ils sont attaqués par le vaisseau de Calonne, qui vient d'ailleurs de voler la « Pierre de l'espace ». Harris Heinz est tué lors de l'attaque.
Grâce à la vitesse du Cyberlab, le capitaine et ses compagnons rejoignent Calonne. Une fois son vaisseau gravement endommagé, Crag, Mala et le capitaine le prennent d'assaut. Avant sa destruction finale, Calonne en profite pour s'échapper avec Saturna dans son premier vaisseau, tandis que le capitaine Flam récupère la « Pierre de l'espace », laquelle est restituée aux habitants de la planète.
Nul ne sachant où s'est caché Calonne, le capitaine décide de quitter l'univers parallèle et de revenir dans son univers d'origine.